# Mohamed Kader
Mohamed Abdel Kader Coubadja Touré, född 8 april 1979 i Sokode, är en togolesisk före detta fotbollsspelare. Kader debuterade i det togolesiska landslaget 1995 och gjorde lagets enda mål i VM 2006. Han spelade totalt 85 landskamper. 
Kader spelade bland annat för Servette FC, FC Sochaux-Montbéliard och En Avant de Guingamp.